# 稻生若水
稻生若水（日语：／ Inō Jakusui，1655年8月28日—1715年8月4日），本名稻生宣義，号若水，别号白云道人，日本江户时代的医学家，化学家。他学习本草学及中国药草相关书籍中所列约两千种植物特性。他最为著名著作是1000卷草药书籍《蔗物类篡》。他从1697年起，一生完成362卷，其余部分由学生在德川吉宗将军支持下完成。